# كلية التمريض (جامعة أسوان)
كلية التمريض جامعة أسوان هي أحدي كليات الجامعة المختصة بخدمة القطاع الطبي.

## رسالة الكلية
إعداد خريج مؤهل مزود بأصول المعرفة العلمية والتدريب على المهارات المطلوبة في مجال التمريض لتقديم الرعاية التمريضية المتكاملة، سواءً وقائية أو علاجية أو تأهيلية والعمل على التطوير المستمر في العملية التعليمية ومتابعة إحتياجات الرعاية الصحية في المجتمع والاستجابة لها بإعداد خريج متميز، ذات جودة ومهاره عالية، قادرة على المنافسة في سوق العمل. كخدمة أساسية من أجل التنمية الشاملة للمجتمع بجميع فئاته.

## رؤية الكلية
تسعى كلية التمريض – جامعة أسوان إلى الإرتقاء بالرعاية الصحية والاستجابة إلى احتياجات المجتمع وأن تكون فاعلة ومتفاعلة مع التطور العلمى والتقنى في مجال التمريض وذلك من خلال برامج دراسية وتدريبية متميزة مواكبة للمعايير الأكاديمية المحلية والعالمية لتخريج خريج مؤهل علمياً ومهنياً قادر على المنافسة في سوق العمل. وكذلك يسعى لتنمية القدرة البحثيه لدى باحثيها للمساهمة الفعالة في حل مشاكل المجتمع الصحية.

## اقسام الكلية
- تمريض باطنى وجراحى.
- تمريض امراض النساء والتوليد والصحة الانجابية.
- تمريض الأطفال.
- تمريض صحة اسرة ومجتمع.
- تمريض نفسى وصحة نفسية.
- تمريض حالة حرجة وطوارئ.
- تمريض مسنين.